# Trinitarierkirche (Vianden)

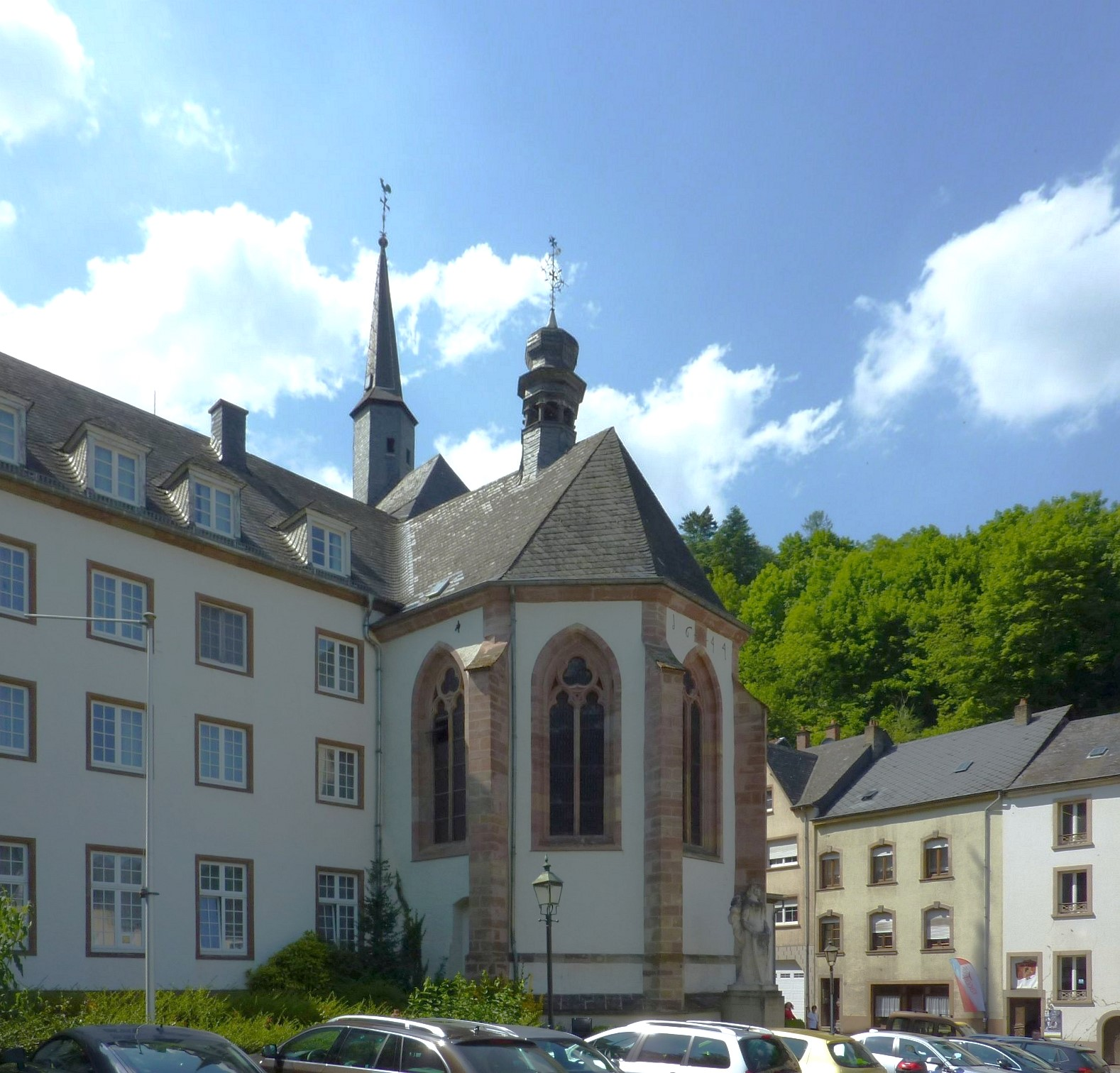
Blick zum Chor

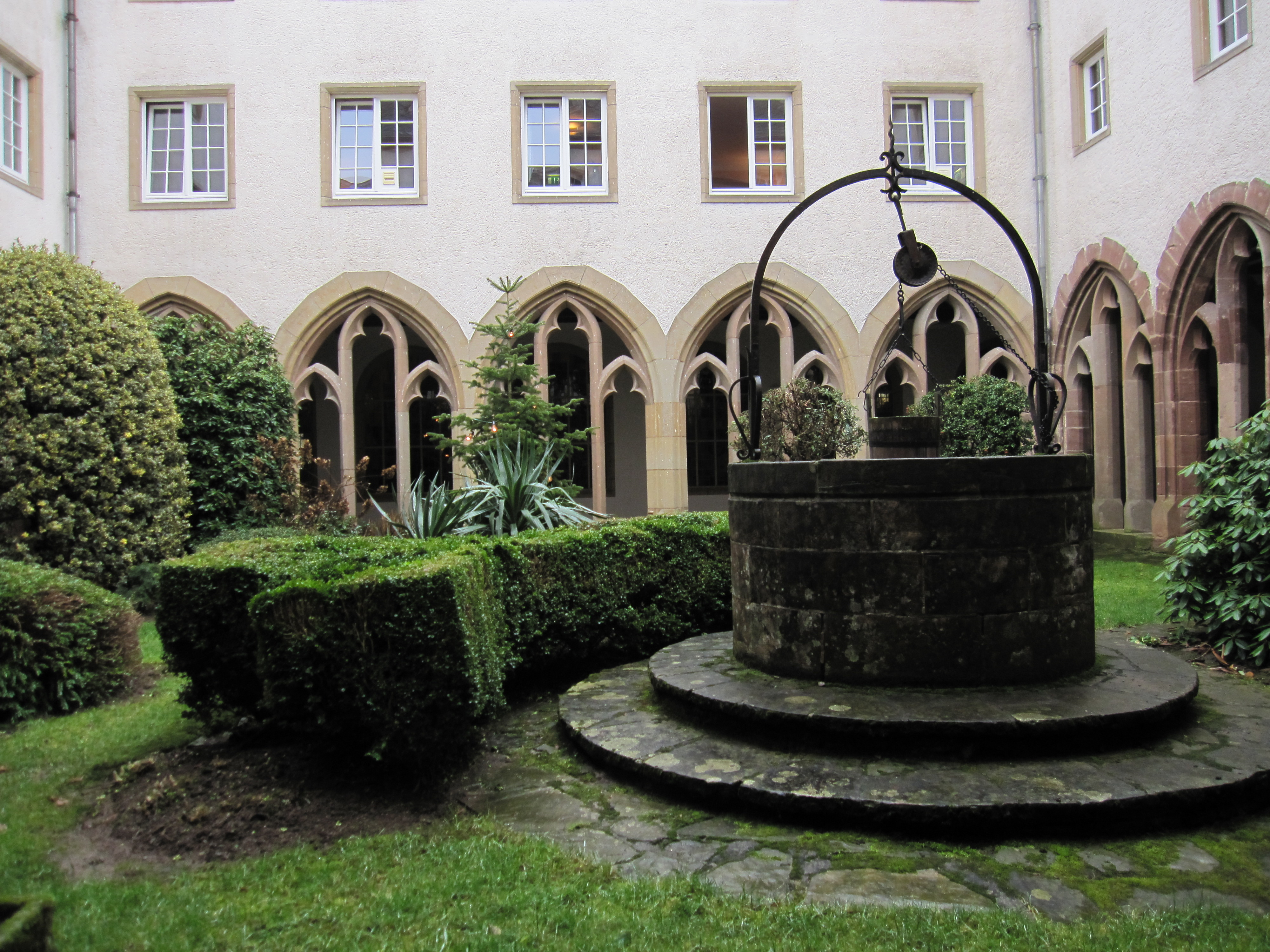
Kreuzgang des früheren Trinitarierklosters

Die Trinitarierkirche ist eine römisch-katholische Pfarrkirche und frühere Klosterkirche des Trinitarierordens in Vianden im Großherzogtum Luxemburg. Sie ist der allerheiligsten Dreifaltigkeit geweiht.

## Geschichte
Die Klosterkirche wurde im 13. Jahrhundert als eine frühgotische zweischiffige Hallenkirche errichtet. Die Trinitarier sorgten für die Befreiung Graf Friedrichs III., der beim Fünften Kreuzzug in Gefangenschaft geraten war. Sein Sohn Heinrich I. schenkte daraufhin den Trinitariern 1248 das neu errichtete Hospital im Ort; sie errichteten noch im selben Jahr ein Kloster auf dem Gelände mit einer Klosterkirche. 1266 wurde sie als Ersatz für die Burgkapelle zur Pfarrkirche erklärt.
1644 wurde der mittelalterliche Chorraum vor dem südlichen Schiff des Langhauses, dem sogenannten Mönchsschiff, durch einen größeren Chor in gotischen Formen ersetzt. Nördlich daran wurde 1790 eine Sakristei angefügt.
1783 wurde das Trinitarierkloster aufgehoben. Die Kirche wurde im Zuge der Angliederung des Wälderdepartements an das Bistum Metz Pfarrkirche für das gesamte Stadtgebiet Viandens sowie der Ortschaft Roth an der Our. Nachdem Roth 1815 preußisch wurde, erfolgte die Angliederung dieser Ortschaft an die Diözese Trier.

## Ausstattung
In der Kirche findet sich das Grab Heinrich von Nassaus, das Grab Marias von Sponheim-Vianden, eine Schädelreliquie der sel. Yolanda von Vianden und ein Reliquienschrein mit Reliquien des hl. Antonius. 
Der Hochaltar wurde 1758 im Rokokostil von Michael Weiler gestaltet. Der Muttergottes- und der Josefsaltar stammen von 1729. Eine Statue des hl. Josef, die sich seit 1992 am Altar befindet, stammt aus dem 16. Jahrhundert.

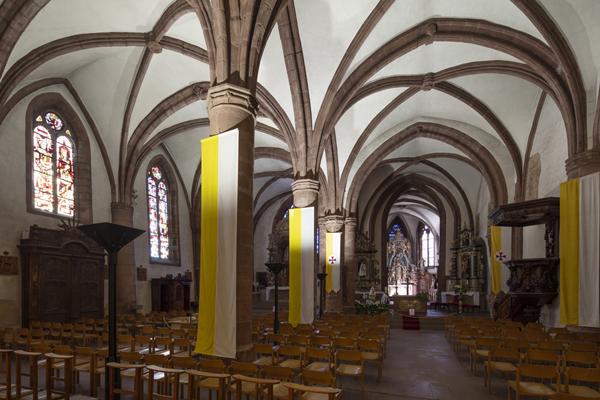
Innenraum
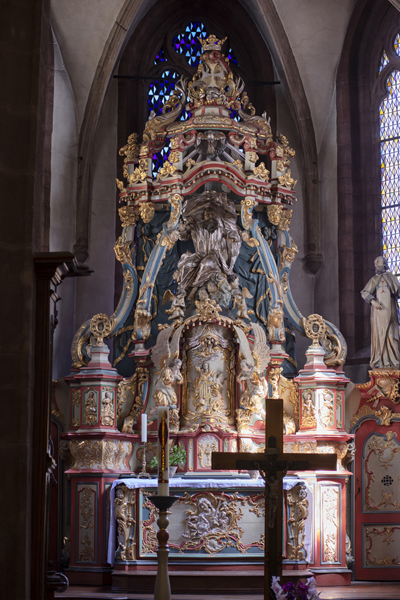
Hochaltar von Michael Weiler (1758)
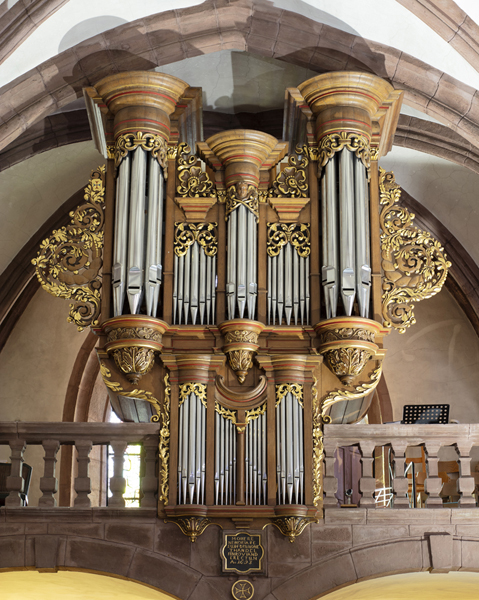
Orgel
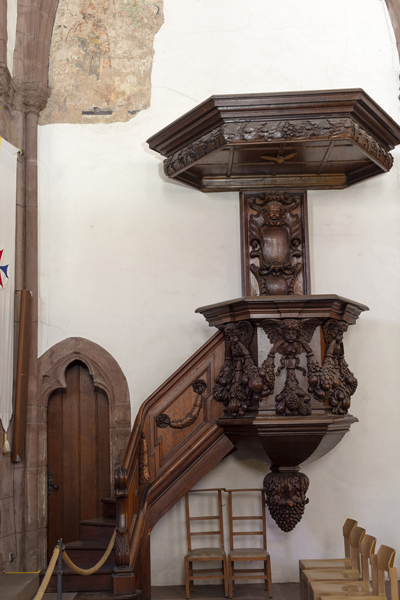
Kanzel
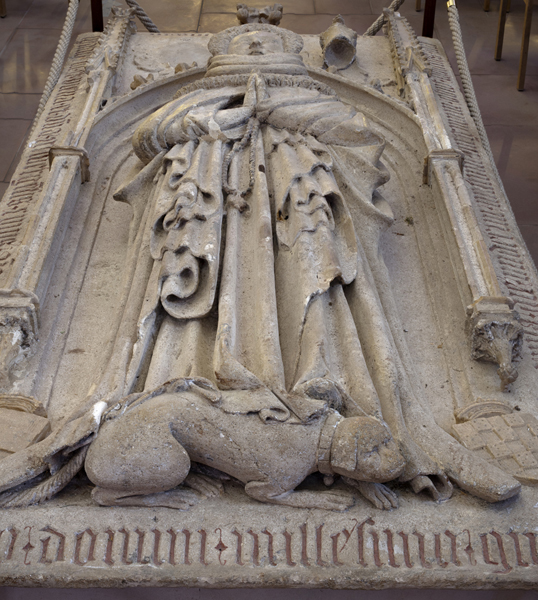
Grab Maria von Spanheim